# Hidden Intent
Hidden Intent ist eine australische Groove- und Thrash-Metal-Band aus Adelaide, die 2011 gegründet wurde.

## Geschichte
Die Band wurde Anfang 2011 von dem Bassisten und Sänger Chris McEwen und dem Gitarristen Phil Bennett gegründet. Nachdem der ursprüngliche Schlagzeuger die Besetzung bereits kurze Zeit nach der Gründung verlassen hatte, kam Jay Rahaley als Ersatz hinzu. 2013 war die Band auf dem The New Dead Metalfest in Adelaide zu sehen und spielte außerdem zusammen mit Psycroptic, Ne Obliviscaris, Ouroboros und Hobbs’ Angel of Death. Im selben Jahr ging es auf eine kleine Tournee durch den Südosten Asiens, die sechs Auftritte umfasste, wobei die Band auch auf dem Bangkok Thrash Festival zu sehen war. 2013 erschien außerdem das Debütalbum Walking Through Hell, wozu ein Musikvideo zum titelgebenden Lied auf YouTube ausgestrahlt wurde. 2014 ging die Band auf eine Tournee, die sieben Konzerte enthielt, durch Australien und trat zudem zusammen mit Toxic Holocaust und Skeletonwitch auf. Im selben Jahr ging es auf eine über zehnteilige Tour durch Australien und Neuseeland, im November nahm die Gruppe am Metal United Down in Perth teil und spielte im selben Jahr fünf Auftritte im Südosten Asiens zusammen mit Imminent Psychosis. Im selben Jahr wurde außerdem das Debütalbum bei Punishment 18 Records wiederveröffentlicht. Im Mai und April 2015 wurden elf Auftritte mit Artillery in China abgehalten. Im selben Jahr spielt Hidden Intent außerdem zusammen mit Helloween in Adelaide. Im folgenden Jahr schloss sich die Single Addicted to Thrash an, die von dem Produzenten Zeuss abgemischt worden war.

## Stil
Brian Giffin ordnete die Gruppe in seiner Encyclopedia of Australian Heavy Metal dem Groove Metal zu. Andrew Sifari von metal-temple.com schrieb in seiner Rezension zum Debütalbum, dass hierauf aggressiver Thrash Metal zu hören ist, der Erinnerungen an die Bands der neuen Thrash-Metal-Welle wachrufen lasse. Die Riffs im Titellied der E-Gitarre seien groove-orientiert, während das Bassspiel anspruchsvoll klinge. Die Texte seien solide, simpel und geradlinig. Der Gesang im Titellied erinnere an den von Phil Rind von Sacred Reich, wobei man auch gelegentlich von hohen Screams Gebrauch mache. Nur manchmal sei ein australischer Akzent hörbar. Der Song Black Hole enthalte ein Gitarren-Solo von Phil Bennett. Sei Stil erinnerte Sifari an Frank Blackfire bei Sodom und Kreator. Matt Reifschneider von metal-observer.com rezensierte das Album ebenfalls. Hierauf sei nach Old School klingender Thrash Metal zu hören, der sich am Stil aus der San Francisco Bay Area orientiere, der jedoch wenig originell sei. Meist richte man sich stark an groove-orientierten Riffs aus, die oft schnell gespielt würden. Der Gesang sei schroff und lasse sich in drei Stile unterteilen: In standardmäßigen, „geknurrten“ Gesang, der etwas guttural sei, tiefen melodischen Gesang im Stil von Robb Flynn auf frühen Machine-Head-Veröffentlichung sowie schrilles Gekreische. Das Schlagzeug klinge durch Punk beeinflusst.

## Diskografie
- 2012: Demo 2012 (Demo, Eigenveröffentlichung)
- 2013: Walking Through Hell (Demo, Eigenveröffentlichung)
- 2013: Walking Through Hell (Album, Eigenveröffentlichung)
- 2016: Addicted to Thrash (Single, Eigenveröffentlichung)
- 2016: Apocalypse Now (Single, Eigenveröffentlichung)